# Neolamprologus furcifer
Neolamprologus furcifer är en fiskart som först beskrevs av Boulenger, 1898.  Neolamprologus furcifer ingår i släktet Neolamprologus och familjen Cichlidae. IUCN kategoriserar arten globalt som livskraftig. Inga underarter finns listade i Catalogue of Life.